# El Megve
El Megve est une commune de Mauritanie située dans le département de Bassikounou de la région de Hodh Ech Chargui.